# Jordmån

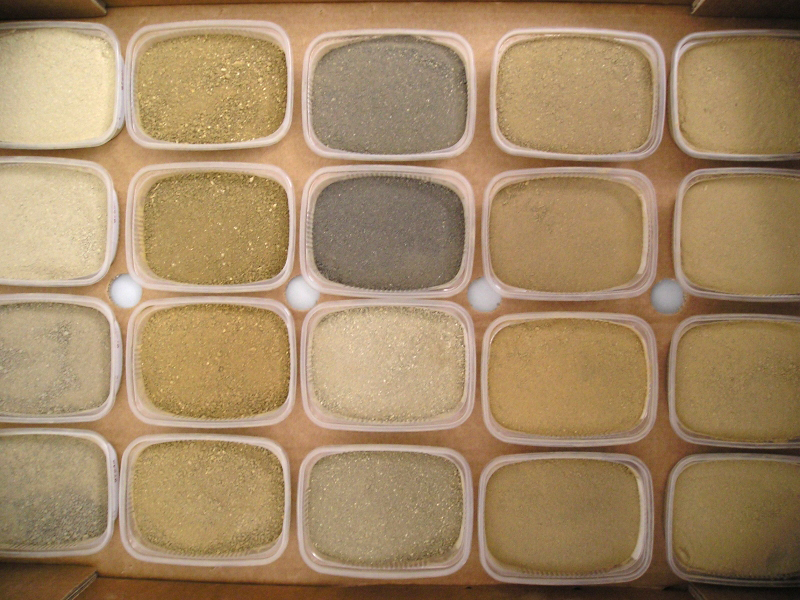
Olika sorters jord

Jordmån är den övre delen av en jordavlagring där det ursprungliga materialets sammansättning har förändrats genom påverkan av markprocesserna. Jordmånens utveckling påverkas av mineralsammansättningen hos jordarterna, klimatet, växtligheten och de bakterier, svampar och djur, som lever i jorden och på markytan. 
När man gräver en grop i en jord urskiljer man ofta en skiktning parallellt med markytan. Skikten kallas horisonter. Med hjälp av skiktens utseende och innehåll av organiskt och oorganiskt material kan man få fram olika diagnostiska horisonter, typhorisonter som uppfyller vissa krav på jordmånsutveckling. Olika system kan sedan användas för att klassificera jorden, där de två vanligaste är FAO:s World Reference Base for Soil Resources (WRB) samt det amerikanska klassifikationssystemet Soil Taxonomy. I Sverige existerar även ett gammalt system för klassificering av skogsmark, som enbart är användbart för klassifikation av naturmark.   
Läran om jordmån och dess uppkomst kallas pedologi.

## Jordmånens olika horisontsymboler
- O-horisont = organogen ythorisont
- A-horisont = urlakningshorisont
- B-horisont = anrikningshorisont
- C-horisont = opåverkat modersmaterial

På åkermark brukar den brukade delen av jordprofilen benämnas matjord och den underliggande kallas för alv. 

## Jordmånens olika skikt
- Förna
- Humus
  - Mull
  - Mår
  - Torv
  - Dy
- Matjord
- Blekjord
- Rostjord
- Mineraljord
- Alv

## Olika jordmånstyper
- Histosol, organogen jord, t ex torvjord
- Podsol
- Brunjord
- Svartjord
- Lateritjord